# Manuel Parada
Manuel Parada de la Puente (* 26. Juni 1911 in San Felices de los Gallegos; † 10. Juni 1973 in Madrid) war ein spanischer Filmkomponist.

## Leben
Parada ging nach ersten Musikstudien in Salamanca nach Madrid, um sich dort in Klavier, Harmonielehre und Komposition weiter ausbilden zu lassen. Für ein Scherzo erhielt er 1934 den ersten Preis für Komposition des Königlichen Konservatoriums der spanischen Hauptstadt. Während des Bürgerkrieges musste Parada seine Studien abbrechen und diente als Pianist einer Militärkapelle. Danach führte ihn nach ersten Erfahrungen als Theaterkomponist seine Bekanntschaft mit Regisseur José Luis Sáenz de Heredia zum Film, für den er in den vielen Jahren seiner Tätigkeit als Komponist und Arrangeur tätig war. Sein erster Auftrag war für den von General Franco geschriebenen Raza 1941; es folgten über 100 weitere Filme, oft für Heredia oder Rafael Gil.
Von 1942 an war Parada zehn Jahre lang und erneut von 1962 bis 1964 unter dem Leiter des Teatro Español de Madrid, Cayetano Luca De Tena, musikalischer Direktor der Bühne; bei 33 Inszenierungen arbeitete er mit De Tena zusammen. Mit Beginn der 1950er Jahre schrieb Parada nun für Musiktheater, Theater und Film parallel. Von 1957 bis zu seinem Tod war er Jurypräsident des jährlichen Festival de Habaneras de Torrevieja.
Daneben war er für die Zeitschrift NO-DO ab 1943 tätig. Parada erhielt zahlreiche Auszeichnungen für seine Werke. Seit 1941 war er verheiratet; er hatte fünf Kinder.

## Filmografie (Auswahl)
- 1942: Blutzeugen (Raza)
- 1947: Mariona Rebull
- 1950: El duende y el rey
- 1952: Auch die Augen hinterlassen Spuren (Los ojos dejan huellas)
- 1958: Heimweh, Stacheldraht und gute Kameraden (Gli Italiani sono matti)
- 1958: Sei helle – bleib Junggeselle (Gli zitelloni)
- 1961: Zur Ewigkeit verdammt (La sed)
- 1962: Bienvenido, padre Murray
- 1962: Due contro tutti
- 1962: Zorro – das Geheimnis von Alamos (La venganza del Zorro)
- 1962: Zorro, der schwarze Rächer (Cabalgando hacia la muerte)
- 1963: Die drei Unerbittlichen (Tres hombres buenos)
- 1963: Gli eroi del West
- 1963: Ein fast anständiges Mädchen
- 1963: Mit Colt und Maske (Il segno del Coyote)
- 1964: Der Rächer von Golden Hill (Cuatro balazos)
- 1964: Der Rancher vom Colorado-River (L'uomo della valle maledetta)
- 1965: El proscrito del Río Colorado
- 1965: Vergeltung am Wichita-Paß (Gli eroi di Fort Worth)
- 1966: Ein Mann wie Kid Rodelo (Kid Rodelo)
- 1967: Mister X
- 1968: Ein Schuss zuviel (Dos hombres van a morir)
- 1968: Schweinehunde beten nicht (I vigliacchi non pregano)
- 1973: La guerrilla